# タウンページPresents ラジオ産経抄
タウンページPresents ラジオ産経抄（タウンページプレゼンツ ラジオさんけいしょう）は2003年度と2004年度のプロ野球シーズンオフ（10月 - 3月）にニッポン放送（LF）とラジオ大阪（OBC）で放送されていた帯番組のラジオ番組である。タウンページの単独提供。

## 概説
2003年度はネット番組で「ラジオ産経抄 きょうのコラム」と題し、「産経抄」（産経新聞朝刊1面コラム）の筆者である産経新聞社編集員・石井英夫とニッポン放送の松本秀夫アナウンサーが翌日の朝刊に掲載される同コラムの簡単なあらすじを紹介するという体裁だった（LFでは、「ショウアップナイターストライク!」に内包〔18:45ごろから18:54ごろまで〕）。2004年度はLF・OBCともに前半は独自制作となり、LFは松本アナ、OBCはその時間帯のニュース担当アナがそれぞれ1人で進行してその日のニュースを、後半は両局のネットワークで松本アナが翌日の産経抄のあらすじを一部朗読する形になった。
2005年度はタウンページ提供番組こそ残ったが、産経抄の朗読などは終了し、LF・OBCともそれぞれに地域情報を重視した番組（LFは「松本ひでおのショウアップナイターストライク!」内「タウンページPresents 街角ショウアップ」（18:37ごろから10分間）、OBCは「バンザイ歌謡曲それッ!」内「特ダネ街角情報それッ!」（18:20ごろから10分間　金曜日は単独番組として18:20-18:30）になっている。
その後、タウンページ協賛番組は石原良純のピーカン子育て日和に継承されたが、大阪地区はラジオ大阪→ABCラジオ（他に京都放送・ラジオ関西でもスポンサードネット）に移動した。